# 마에모
마에모(Maemo)는 스마트폰과 인터넷 태블릿용 소프트웨어 플랫폼으로, 노키아가 개발하였다. 2010년 2월, 모바일 월드 콩그레스(MWC)에서 마에모 프로젝트는 모블린과 병합하여 미고 모바일 소프트웨어 플랫폼을 만들 것이라 발표되었다.
단, 미고와 함께 타이젠으로 통합하여 운영한다.

## 같이 보기
- 미고 (운영 체제)
- 모블린